# Килпатрик, Кваме
Кваме Малик Килпатрик (англ. Kwame Malik Kilpatrick; род. 8 июня 1970 года) — американский политик, мэр Детройта (2002—2008).

## Биография
Килпатрик родился 8 июня 1970 года в Детройте. Его родители Бернард и Кэролайн Чикс развелись в 1981 году. 9 сентября 1995 года Килпатрик женился на Карлите Поулс, и у них родилось трое детей. В 1996 году Килпатрик вошёл в Палату представителей Мичигана. В 2001 году он выиграл выборы, и 1 января 2002 года занял пост мэра Детройта. В 2005 году ему удалось переизбраться. Килпатрик был мэром до 2008 года, пока его не судили за лжесвидетельство и преступления против правосудия. Политика приговорили к четырём месяцам тюремного заключения и освободили условно после отбытия 99 дней. В мае 2010 года Килпатрика приговорили к тюремному сроку от восемнадцати месяцев до пяти лет за нарушение испытательного срока. В марте 2013 года его осудили по 24 пунктам обвинения в федеральных уголовных преступлениях, среди которых были мошенничество и рэкет. В октябре того же года Килпатрика приговорили к 28 годам лишения свободы. В 2018 году он развёлся с Карлитой и просил помилования у президента Трампа. В январе 2021 года Дональд Трамп смягчил его приговор. После этого Килпатрик женился на Латише Макги.